# Łukasz Czepiela
Łukasz Czepiela (ur. 8 czerwca 1983) – polski pilot akrobata, pilot komercyjny.
Jest pilotem Airbus A320 i pilotem klasy Challenger podczas mistrzostw świata w zawodach Red Bull Air Race World Championship.

## Kariera
Już w wieku 6 lat był zafascynowany samolotami, przez co często jako widz uczestniczył w pokazach lotniczych
Po ukończeniu szkoły wyższej wyemigrował do Wielkiej Brytanii. Mieszkał w Biggin Hill i pracował jako mechanik linii lotniczej. Wkrótce dołączył do zespołu Honda Dream Team i był szefem załogi.
Od 2006 roku zajął się redagowaniem magazynu „Pilot Club Magazine”.
W 2007 roku rozpoczął szkolenie na pilota komercyjnego. W 2009 roku został awansowany na stanowisko kapitana w linii lotniczej Wizzair, w której pracuje do dzisiaj.
W 2010 roku został zaproszony na obóz treningowy w Red Bull Air Race. Jednak Red Bull Air Race został zawieszony od 2010 do 2013 roku i nie był w stanie uczestniczyć w wyścigu Red Bull Air
W 2014 r. otrzymał ograniczoną super licencję i dołączył do Red Bull Air Race jako pilot klasy Challenger.
14 marca 2023 r. jako pierwszy na świecie wylądował zmodyfikowanym samolotem akrobacyjnym na lądowisku dla helikopterów na szczycie wieżowca Burdż al-Arab, a następnie ponownie z niego wystartował.

## Red Bull Air Race

### Challenger Class
| Year | 1   | 2   | 3   | 4 | 5   | 6   | 7   | 8   | Rok | Wygrane | Miejsce |
| ---- | --- | --- | --- | - | --- | --- | --- | --- | --- | ------- | ------- |
| 2014 | DNS | 5   | DNS | 5 | 4   | DNS | 5   | DNS | 8   | 0       | 11      |
| 2016 | 5   | DNS | 3   | 3 | 2   | 2   | 1   | CAN | 26  | 1       | 4       |
| 2017 | 6   | 3   | 2   | 1 | DNS | DNS | 3   | 2   | 34  | 1       | 3       |
| 2018 | 2   | DNS | 1   | 6 | DNS | 2   | DNS | 1   | 36  | 2       | 1       |